# RFT KC 85/3
RFT KC 85/3 (KC 85/3) је био кућни рачунар фирме R.F.T. који је почео да се производи у Немачкој од 1986. године.
Користио је U880 D (Z80 клон) као микропроцесор. RAM меморија рачунара је имала капацитет од 32 KB (30 kb остављено за корисника), прошириво до 4 MB.
Као оперативни систем кориштен је CAOS 3.1 (касетни рад), MicroDOS (рад са диском, CP/M компатибилан).

## Детаљни подаци
Детаљнији подаци о рачунару KC 85/3 су дати у табели испод.
|                       | |
| [ 1 ]                 | |
| Произвођач            | |
| Тип                   | кућни рачунар                                                                                      |
| Меморија              | 32 (30 остављено за корисника), прошириво до 4 MB                                                  |
| Поријекло             | Њемачка                                                                                            |
| Година                | 1986                                                                                               |
| Тастатура             | Chicklet тастатура, QWERTZ распоред, 64 тастера. 6 функцијских тастера (F1-F6), тастери смјера.    |
| Процесор              | |
| Фреквенција процесора | 1,75                                                                                               |
| RAM                   | 32 (30 остављено за корисника), прошириво до 4 MB                                                  |
| ROM                   | 16 KB                                                                                              |
| Текст                 | 40 стубова x 32 линије                                                                             |
| Графика               | 320 x 256 тачака                                                                                   |
| Боја                  | 16 предњих, 8 позадинских боја                                                                     |
| Звук                  | 2 тонска генератора, 2 x 5 октава.; стерео када је повезано са hi-fi системом, моно са телевизором |
| Димензије             | главна јединица: 380 x 250 x 70 mm. Тастатура: 296 x 152 x 29 / 4,8 (са тастатуром)                  |
| Портови               | |
| Оперативни систем     | 3.1 (касетни рад), (рад са диском, компатибилан)                                                   |